# Tren exprés

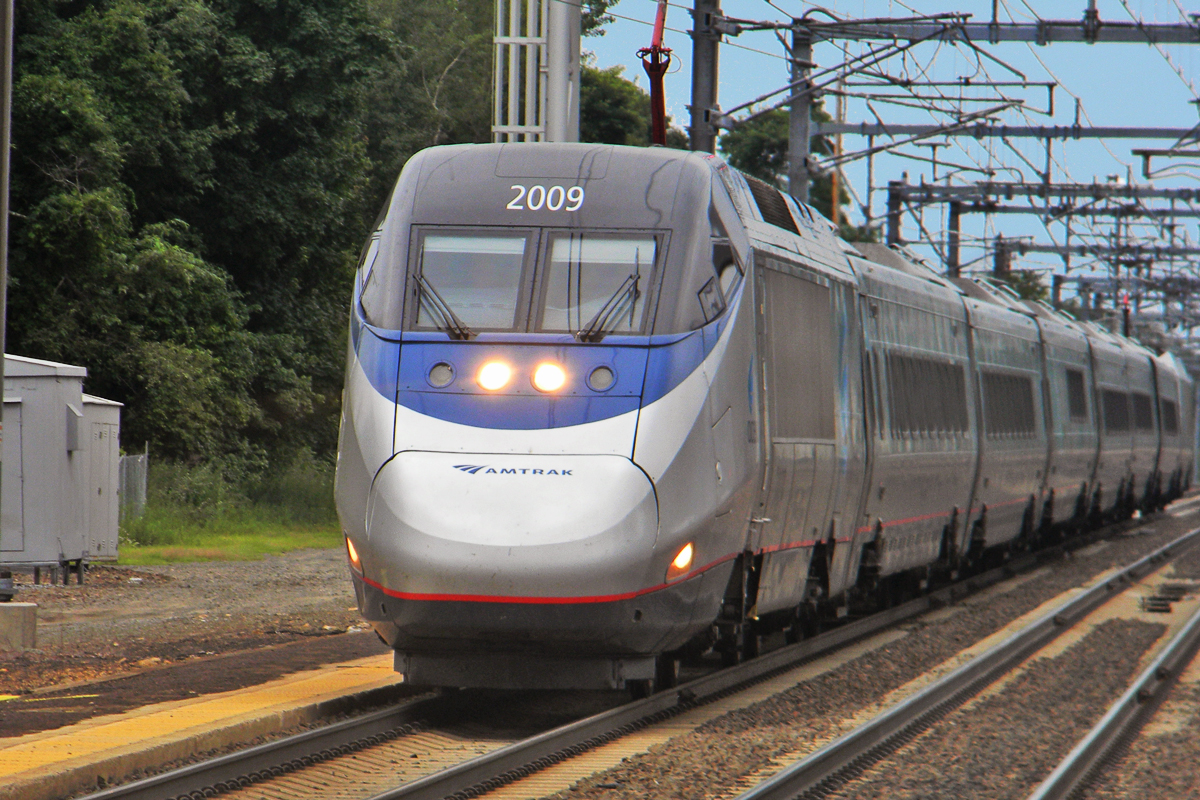
Un tren Amtrak Acela Express

Els trens vermells són locals, els trens blaus són exprés

Els trens exprés (també coneguts com a trens semidirectes) fan un nombre reduït de parades, normalment a les principals destinacions, la qual cosa permet un servei més ràpid que els trens locals, que s'aturen en la majoria o en totes les estacions al llarg del seu recorregut. És normal trobar trens exprés entre les principals ciutats i els seus aeroports. Podem trobar aquest servei a Londres, París o Estocolm. Tot i que molts serveis ferroviaris d'alta velocitat són ràpids, no tots els trens exprés són "ràpids" en relació amb altres serveis; els primers trens del Regne Unit del segle xix es van classificar com a trens exprés sempre que tinguessin una "velocitat de viatge" d'almenys 64 quilòmetres per hora. Els trens exprés de vegades tenen tarifes més altes que altres rutes, i és possible que els portadors d'un passi de tren hagin de pagar una tarifa addicional. Pot ser que només hi hagui una sola classe. Algunes rutes de tren exprés que es superposen amb el servei de tren local poden parar a les estacions properes als extrems de la línia. Això es pot fer, per exemple, quan no hi hagi un servei local complementari a aquestes estacions. Les rutes del tren exprés també poden arribar a ser locals quan sigui més pràctic fer-ho, com ara durant la nit.

## Tren exprés a l'estat espanyol
A l'estat espanyol els trens exprés reben el nom de Regional Exprés. Els trens que presten servei Regional Exprés són més econòmics que els de llarga distància i en molts casos tenen temps de viatge similars. Tendeixen a efectuar parada a municipis de més de 1000 habitants, disposen de classe única, permeten el transport de bicicletes, compten amb megafonia interior, teleindicadors de destinació exteriors, i màquina expenedora. Normalment s'ofereixen en els mateixos recorreguts dels trens regionals, per línies convencionals però com a alternativa més ràpida.
La velocitat màxima d'aquests trens oscil·la entre 120 km/h i 160 km/h segons el tipus de tren. L'interior de cada cotxe és diàfan, sense que hi hagi portes més que entre un cotxe i un altre, cosa que fa els interiors més amplis però també més sorollosos i pitjor climatitzats. A Catalunya hi ha els següents serveis de tren exprés:
| Línia | Origen            | Parades                                                     | Estacions sense parada | Destinació                      |
| ----- | ----------------- | ----------------------------------------------------------- | --- | ------------------------------- |
| R11   | Barcelona Sants   | Sant Celoni · Girona · Figueres                             | Barcelona-Passeig de Gràcia · El Clot-Aragó · Sant Andreu Comtal · Granollers Centre · Gualba · Riells i Viabrea-Breda · Hostalric · Maçanet-Massanes · Sils · Caldes de Malavella · Riudellots · Fornells de la Selva · Celrà · Bordils-Juià · Flaçà · Sant Jordi Desvalls · Camallera · Sant Miquel de Fluvià · Vilamalla · Vilajuïga · Llançà · Colera                                                                                    | Portbou / Cervera de la Marenda |
| R13   | Estació de França | Barcelona Sants · Roda de Berà · Valls · Montblanc          | Barcelona-Passeig de Gràcia · Vilanova i la Geltrú · Sant Vicent de Calders · Roda de Mar · Salomó · Vilabella · Nulles-Bràfim · La Plana-Picamoixons · La Riba · Vilaverd · Espluga de Francolí · Vimbodí · Vinaixa · La Floresta · Les Borges Blanques · Juneda · Puigvert de Lleida | Lleida Pirineus                 |
| R14   | Estació de França | Barcelona Sants · Tarragona · Reus · Montblanc              | Barcelona-Passeig de Gràcia · Vilanova i la Geltrú · Sant Vicent de Calders · La Selva del Camp · Alcover · La Plana-Picamoixons · La Riba · Vilaverd · Espluga de Francolí · Vimbodí · Vinaixa · La Floresta · Les Borges Blanques · Juneda · Puigvert de Lleida | Lleida Pirineus                 |
| R15   | Estació de França | Barcelona Sants · Tarragona ·Reus · Móra la Nova · Flix     | Barcelona-Passeig de Gràcia · Vilanova i la Geltrú · Sant Vicent de Calders · Vila-seca · Les Borges del Camp · Riudecanyes-Botarell · Duesaigües-L'Argentera · Pradell · Marçà-Falset · Capçanes · Els Guiamets · Ascó | Riba-roja d'Ebre                |
| R16   | Estació de França | Barcelona Sants · Tarragona · L'Ametlla de Mar              | Barcelona-Passeig de Gràcia · Vilanova i la Geltrú · Sant Vicent de Calders · Torredembarra · Altafulla-Tamarit · Vila-seca · Cambrils · Montroig del Camp · Hospitalet de l'Infant (Vandellós) · L'Ampolla-El Perelló-Deltebre · Camarles-Deltebre · L'Aldea-Amposta · Campredó | Tortosa                         |
| R42   | Estació de França | Barcelona Sants · Tarragona · Reus · Ribaroja d'Ebre · Casp | Barcelona-Passeig de Gràcia · Vilanova i la Geltrú · Sant Vicent de Calders · Vila-seca · Les Borges del Camp · Riudecanyes-Botarell · Duesaigües-L'Argentera · Pradell · Marçà-Falset · Capçanes · Els Guiamets · Ascó · Flix · Faió-La pobla de Massaluca · Nonasp · Fabara· Val de Pilas · Xiprana · Escatrón · Samper · La Puebla de Híjar · Azaila · La Zaida-Sástago · Quinto · Pinta· Fuentes de Ebro · El Burgo de Ebro · Miraflores | Saragossa Delicias              |